# Kostel Nejsvětější Trojice (Všeborsko)
Římskokatolický farní kostel Nejsvětější Trojice ve Všeborsku je původně gotická, v 18. století zbarokizovaná, sakrální stavba a pozůstatek zaniklé vsi. Od roku 1967 je kostel chráněn jako kulturní památka.

## Historie

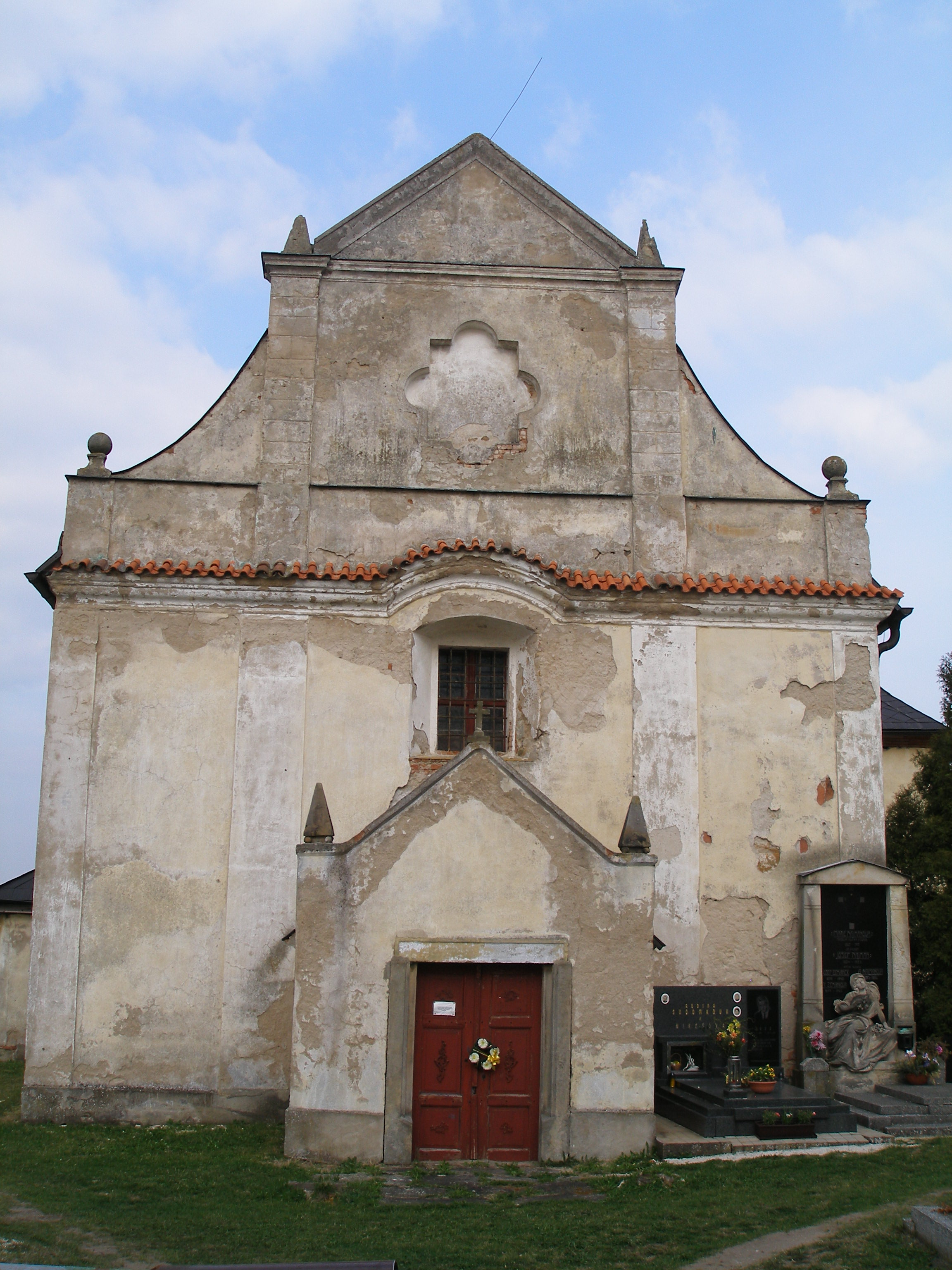
Průčelí kostela Nejsvětější Trojice ve Všeborsku

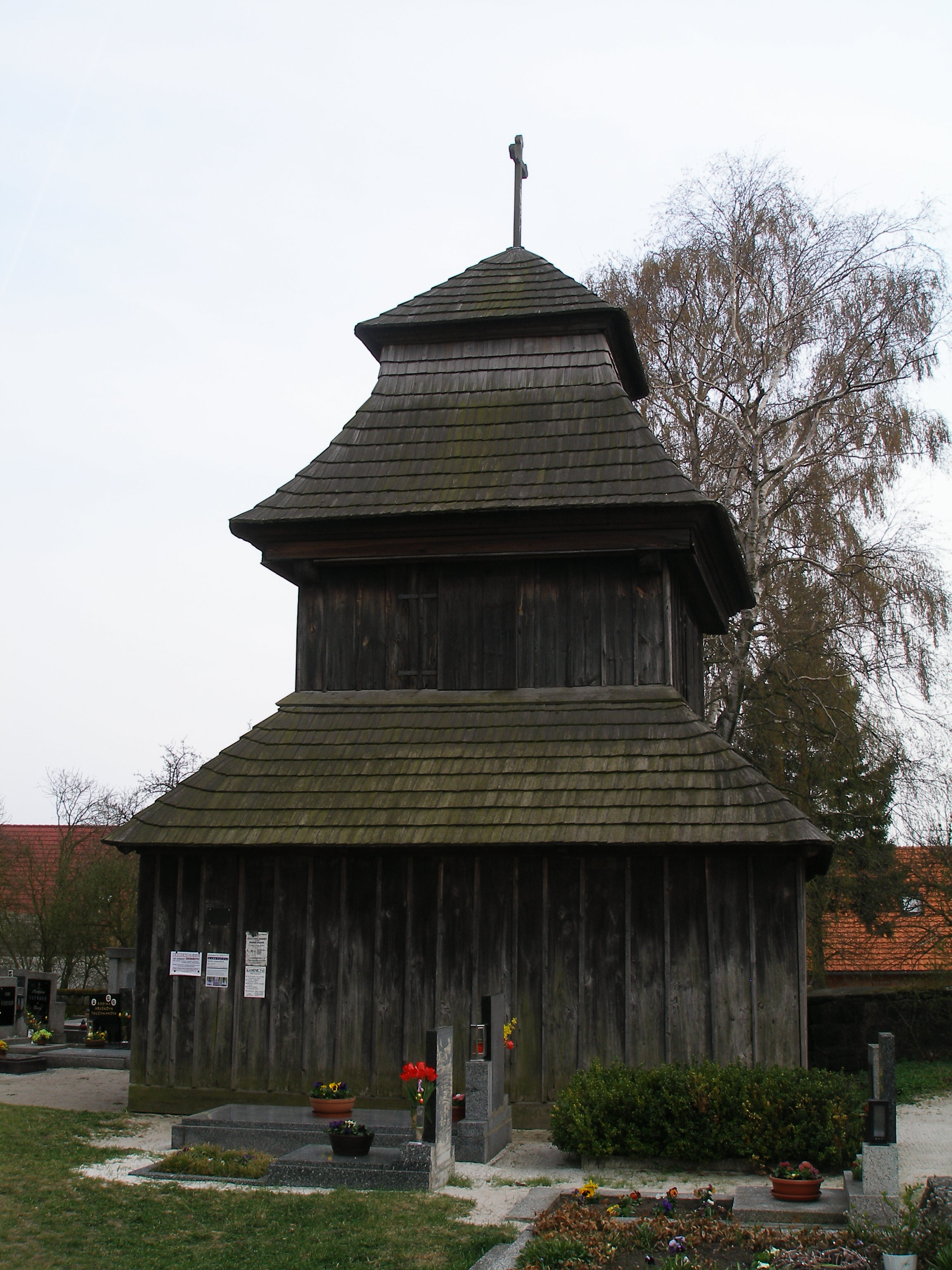
Dřevěná zvonice ve Všeborsku z boku

Původní kostel byl postaven před rokem 1350. Původně byl zasvěcen sv. Cyrilu a Metodějovi a od roku 1677 je zasvěcen Nejsvětější Trojici. V 18. století byl kostel barokně přestavěn a doplněn o boční kapli sv. Anny. V roce 2006 kostel dostal novou střechu.

## Architektura
Kostel je jednolodní se západní předsíní a polygonálně uzavřeným presbytářem s opěráky. K presbytáři na jižní straně přiléhá kaple sv. Anny a na severní straně sakristie. Loď má nad předsíní volutový štít, jinak je však prostá. Loď má obdélná okna, ve kterých jsou segmentové záklenky.
Uvnitř má kostel plochý strop. Dřevěná kruchta je s vypjatou poprsnicí spočívající na dvou pilířích. Na triumfálním oblouku se nachází nástěnná malba z 18. století, která znázorňuje sv. Floriána a sv. Václava mezi anděly. Kaple sv. Anny je čtvercová. Má dvě okna a valenou klenbu.

## Zařízení
Zařízení kostela pochází z 18. století. Hlavní oltář je rokokový, rámový. Je nesený anděly, má původní obraz Korunování Panny Marie a má umístěné sochy sv. Vojtěcha a sv. Prokopa na brankách. Kazatelna je na stříšce vybavena zdařilou sochou sv. Jana Křtitele z období kolem roku 1750. V kostele jsou dubové lavice s řezanými rokokovými kartušemi. Podobně jako lavice je rokoková i dřevěná křtitelnice a zpovědnice se sochou Krista Pastýře. V kapli je pozdně barokní oltář z období kolem roku 1740. Jedná se o panelový oltář s baldachýnem, pod kterým se nachází tabernákl. Zde se nachází socha sv. Anny. Po stranách oltáře jsou sochy sv. Zachariáše a sv. Jáchyma z období vzniku oltáře.

## Okolí kostela
U kostela se nalézá barokní bedněnou zvonice s mansardovou střechou z poloviny 16. století. Jedná se o jednopatrovou hranolovou stavbu s ustupujícím patrem. Zvonice byla barokně upravovaná roku 1721. Nedaleko se také nachází na trojbokém soklu sousoší Nejsvětější Trojice z roku 1721.